# Georgius Macropedius

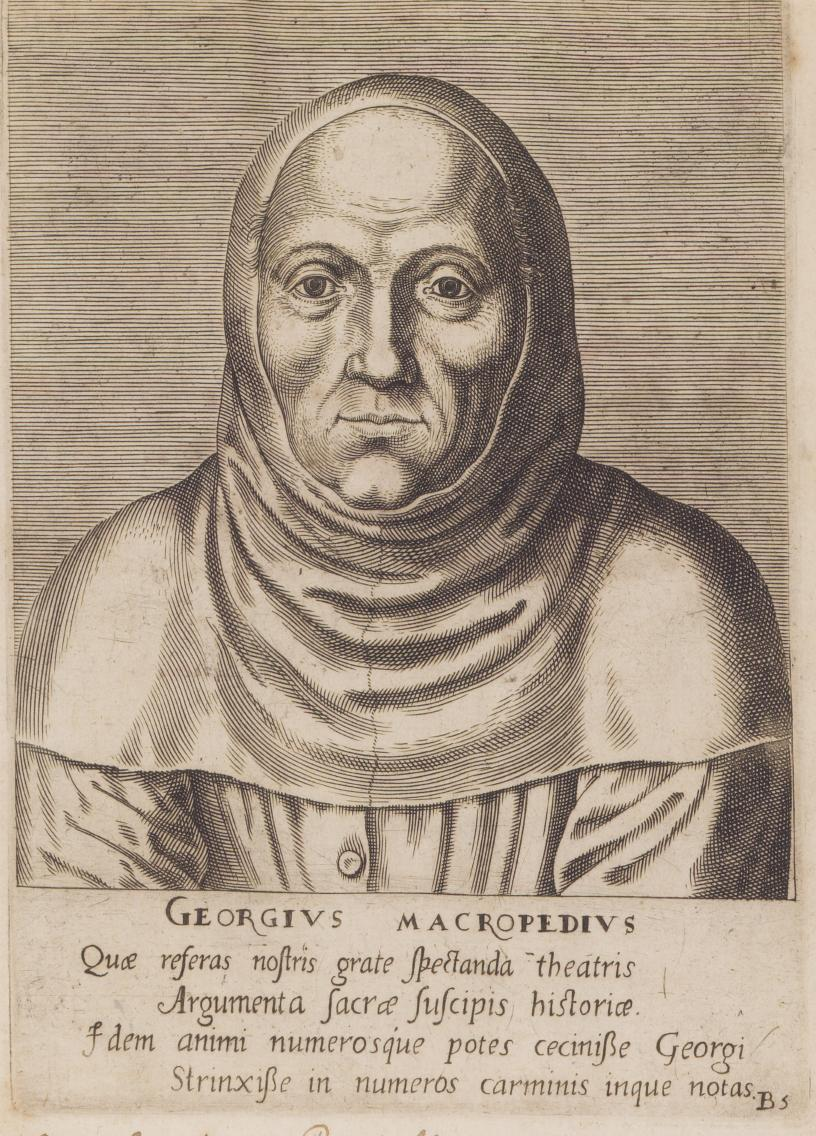
Retrato de Georgius Macropedius por Philips Galle, con un epigrama de Benito Arias Montano, 1572. Biblioteca de la universidad de Gante.

Joris van Lanckvelt, llamado Georgius Macropedius (Gemert, 23 de abril de 1487-Bolduque, 23 de julio de 1558) fue un humanista neerlandés, profesor y dramaturgo del siglo XVI.

## Biografía
Macropedius nació en Gemert (Brabante) en 1487, posiblemente el 23 de abril. Es muy poco lo que se conoce de la niñez de Macropedius en Gemert. Después de haber asistido a la escuela parroquial Joris Van Lanckvelt se trasladó a la ciudad de s-Hertogenbosh. Aquí asistió a la escuela local de gramática. Joris vivió en una de las pensiones de los Hermanos de la Vida Común, que eran seguidores de la Devoción moderna. En 1502, a la edad de 15 años, se hizo miembro de una fraternidad y se preparó para ser maestro. Diez años después se graduó y empezó a enseñar latín en la escuela municipal de gramática. En los años 1506-1510 ya había empezado a escribir obras en latín para sus estudiantes. Sus primeros escritos de su drama Asotus (El hijo prodigio) datan de este periodo. Se cambió el nombre, como era la costumbre en el siglo XVI para los humanistas, por Macropedius.

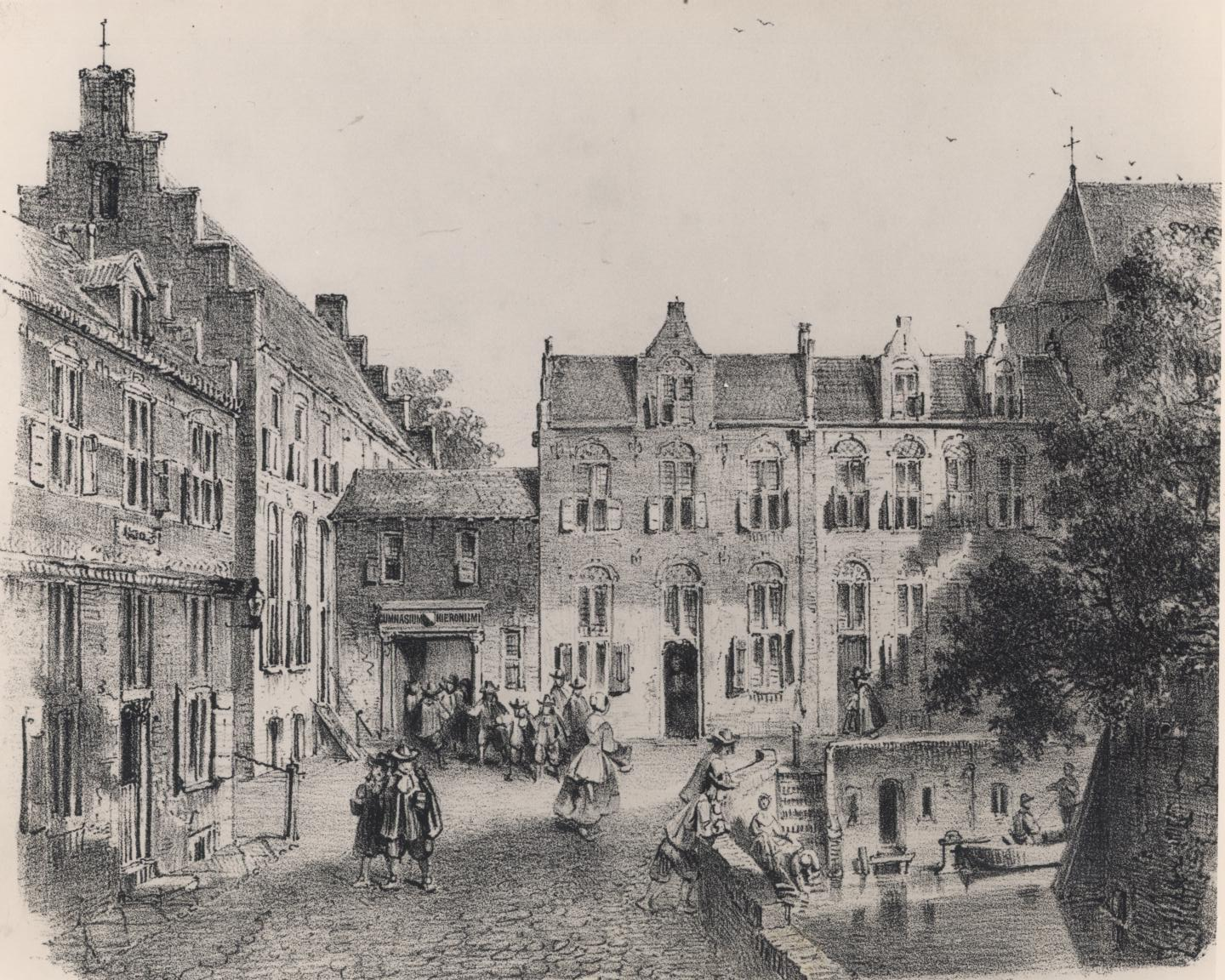
Escuela San Jorge en Utrecht. Pintura hecha por J. Liefland, en Utrecht 1857.

En 1524 fue nombrado director del St Jerome en Lieja. La escuela gramática de Lieja prosperó debido a actividades realizadas por Macropedius y otros compañeros. En 1527 Macropedius regreso a 's-Hertogenbosch y ya para finales de 1530 se había trasladado a Utrecht que en ese tiempo era la ciudad más grande del norte de los Países Bajos. Macropedius, que gozó aparentemente alguna fama en el tiempo y era considerado un leal católico, fue designado director. Transformó el San Jerome de Utrecht en la escuela más famosa del país. Enseñó latín, griego, poesía, retórica, posiblemente hebreo, matemáticas y también teoría de la música. Cada año compuso el texto y música de una canción para la escuela de latín. En el San Jerome escribió la mayoría de sus libros de texto en latín así como sus obras, que no solo eran publicados en Utrecht, sino también en Amberes, Basilea, Colonia, Fráncfort, s-Hertogenbosch y Londres.

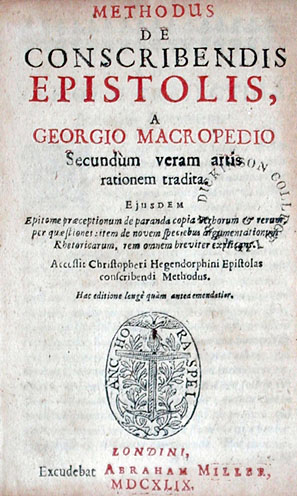
Página de título de Macropedius' Methodus de Conscribendis Epistolis, impreso en 1649 por Abraham Miller en Londres, 106 años después de la primera edición. Colegio Dickinson, Carlisle, Pensilvania, Estados Unidos.

En los años de 1552-1554 el conjunto de sus trabajos fue revisado y editado en dos volúmenes en Utrecht: Omnes Georgia Macropedii Fabulae Comicae. Las obras no fueron impresas junto con su música. Después, solo escribió un musical más: Jesús Scholasticus.
En 1557 o 1558 renunció como director de la escuela y dejó Utrecht para regresar a su tierra natal en Brabante. Ahí vivió por unos años más en la casa de los Hermanos de la Vida Común en 's-Hetogenbosch. Murió a la edad de 71 en esta ciudad durante la peste de julio de 1558, y fue enterrado en la iglesia de los Hermanos. Después de su muerte sus estudiantes agradecidos pusieron una tumba monumental, con un epitafio.

## Obras
Macropedius escribió varios libros de texto. El más famoso de todos es Epistolica, un libro del arte de escribir cartas. Fue publicado por primera vez en Amberes en 1543. También fue impreso como Methodus de Conscribendis Epistolis en Basel, Colonia, Dillingen, Fráncfort, 's-Hertogenbosch y Leiden. El libro fue publicado en Londres en 1576 seguido de tres impresiones: la última data de 1649. William Shakespeare llegó a conocer la obra gracias a una reimpresión de la misma echa por un amigo impresor: Richard Field. Evidentemente el libro fue usado durante muchos años en varias escuelas del oeste de Europa.
Sus libros escolares prueban a Macropedius como a un hombre de gran cultura humanista y seguidor de Erasmo. Estaba muy familiarizado con el griego clásico y la literatura romana, así como sobre la Biblia y los escritos de los más importantes hombres de la Iglesia. Muchas copias de sus libros de texto en Holanda, Alemania, Francia e Inglaterra prueban que las actividades de Macropedius fueron muy estimadas por sus contemporáneos y por la siguiente generación de humanistas. Escribiendo sus libros y clases Macropedius contribuyó mucho a la exitosa educación humanista en la primera parte del siglo XVI. Promovió infatigablemente el griego, no sólo la lectura del Nuevo Testamento, sino también el estudio de los trabajoa de los autores clásicos griegos.

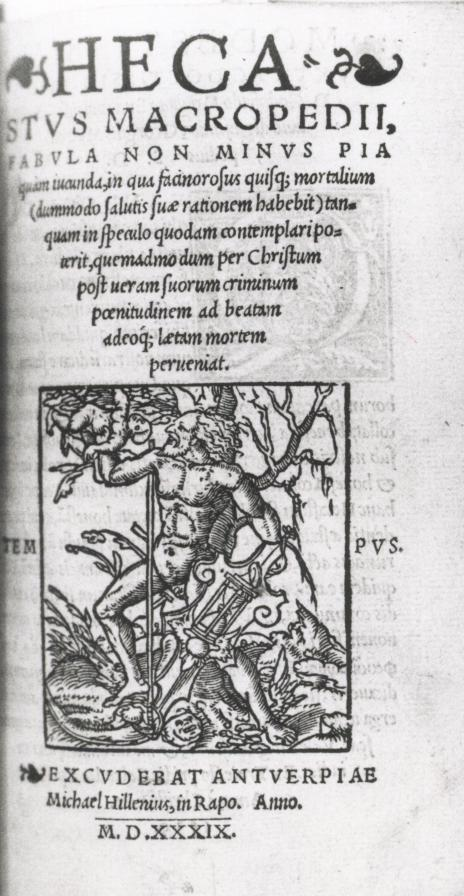
Primera edición de Macropedius' Hecastus, impresa por Michael Hillen en Antwerp 1539. Biblioteca de la universidad de Tilburg.

Macropedius debe su fama a sus doce obras. En Holanda y Alemania fue el primero, más productivo y mejor escritor de obras en latín.
Andrisca es una comedia acerca de dos mujeres sagaces y adúlteras en la cual la mujer mantiene control sobre sus torpes maridos. Al final del siglo, el mismo tema fue elaborado por William Shakespeare en The Taming of the Shrew. Bassarus es una obra realmente de carnaval. Asotus trata acerca del tema bíblico del hijo pródigo. La obra fue representada por los estudiantes del Trinity College en Cambridge así como por la universidad de Praga.
En 1539 fue publicada Hecastus, la obra más famosa de Macropedius. Este drama le aseguró un lugar destacado entre de los dramaturgos del mundo. Es una versión libremente compuesta de la obra moral holandesa Elckerlijc (Todas las personas). El personaje principal, Hecastus, es un hombre joven y saludable disfrutando de los buenos momentos de la vida. Cuando se entera de que va a morir pronto, ninguno de sus amigos, familiares o sirvientes están dispuestos a acompañarlo en sus últimos momentos. Fue una obra de gran éxito.
A finales del siglo, Hecastus fue impreso en latín y otros idiomas. Se conocen doce traducciones independientes y seis traducciones alemanas. Una de estas fue echa por el famoso poeta reformista Hans Sachs. La obra fue también traducida al danés, neerlandés y en 1681 al sueco. En Holanda Hecastus fue interpretado en varias ocasiones. Particularmente en Alemania la obra tuvo mucho éxito. Para la segunda edición (1552), Macropedius tuvo que revisar y extender la obra pues se sospechó que toleraba los principios de la Reforma.

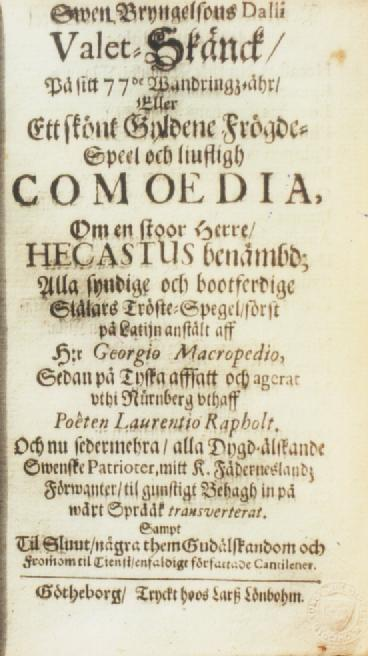
Página de título de Sven Dalius’ traducción sueca de Hecastus, impresa por Lars Loehnbohm en Goeteborg en 1681. Biblioteca Real, Estocolmo.

## Herencia
Los éxitos de Macropedius no se limitaron al drama. Como profesor o director en 's-Hertogenbosch, Lieja y Utrecht tuvo muchos discípulos que años más tarde fueron personas importante en el gobierno, en las ciencias y en el arte. Entre ellos destacan el griego Arnoldus Arlenius, el psicólogo Willem Canter, Johannes Heurnius, profesor de medicina en la universidad de Leiden, el geógrafo Gerardus Mercator, el abogado y amigo de Guillermo de Orange, Elbertus Leoninus, el impresor Laurentinus Torrentinus quien fue muy famoso en Italia y el bien conocido físico Johannes Wier quien combatió la creencia en la brujería en 1563.
Macropedius conservó su fama hasta por lo menos medio siglo después de su muerte. En 1565 un grupo de estudiantes publicaron una colección de poemas en conmemoración a su maestro: Apoteosis D. Georgii Macropedii. En el siglo XVII Macropedius y sus trabajos fueron poco a poco quedando en el olvido. Sus obras nunca más fueron presentadas y sus libros no se volvieron a imprimir de nuevo. Sus obras fueron escritas en latín mientras que los nuevos poetas de la república holandesa utilizaron cada vez más su idioma nativo. No fue hasta dos siglos después que su nombre y fama se rehabilitaron. En el siglo XX se reeditaron sus obras y se escribieron multitud de artículos sobre su figura. En 1972 el estadounidense Thomas W. Best publicó Macropedius en la serie Autores del Mundo en Nueva York. En años recientes fueron publicados más libros en Europa, Sudáfrica, Canadá y los Estados Unidos. Las obras han sido traducidas al neerlandés e inglés.